# 2010 في بولندا
فيما يلي قوائم الأحداث التي وقعت خلال عام 2010 في بولندا.

## أحداث
- 20 يونيو – الانتخابات الرئاسية البولندية 2010

## سياسة

### تعيين في المنصب
- 6 أغسطس – برونيسواف كوموروفسكي رئيس بولندا..

### انتهاء فترة المنصب
- 10 أبريل – ليخ كاتشينسكي رئيس بولندا..

## وفيات

### أبريل
- 10 أبريل – ريزارد كاسزورووسكي (مواليد 1919)
- 10 أبريل – ليخ كاتشينسكي (مواليد 1949)

### مايو
- 11 مايو – ماسيج كوزلوفسكي (مواليد 1957) ممثل بولندي.

### أكتوبر
- 14 أكتوبر – بينوا ماندلبروت (مواليد 1924)

### نوفمبر
- 12 نوفمبر – هينريك غوريسكي (مواليد 1933) ملحن بولندي.